# زوليميدين
زوليميدين (بالإنجليزية: Zolimidine، الاسم التجاري: Solimidin) يستخدم لعلاج القرحة الهضمية والارتداد المعدي المريئي.

## المصدر
- موسوعة العلوم العربية

1. ↑  Materia، A؛ Basso، N؛ Bagarani، M؛ Basoli، A؛ Speranza، V (30 أبريل 1981). "Treatment of Alkaline Reflux Gastritis with Zolimidine. Controlled Study". La Clinica Terapeutica. ج. 97 ع. 2: 183–91. PMID:6453678.